# Janez Krstnik Rode
Janez Krstnik Rode, slovenski rimskokatoliški duhovnik in teolog, * 20. junij 1742, Vrhnika, † 2. marec 1818, Ljubljana. 

## Življenje in delo
Rodil se je očetu Štefanu in materi Uršuli. Janez Krstnik Rode, jožefinsko usmerjen teolog,je teologija|bogoslovje  študiral v Ljubljani in na Dunaju, dobil pred subdiakonatom (1764) mizni naslov cesarice Marija Marije Terezije (1763) in bil 1765 posvečen v duhovnika. Postal je dvorni kaplan in ceremoniar pri škofu Herbersteinu »in mu kot konsistenčni svetnik (1770 do srede 1775) izkazoval v vseh važnih poslih in dvakrat pri napornih vizitacijah vse ljubljanske škofije bistvene usluge«. Leta 1773 je bil postavljen za (pod)ravnatelja ljubljanskega kolegija brez plače, 1775 je dobil župnijo Šmartin pri Kranju, bil tam župnik in dekan do 1801, ko je postal ljubljanski stolni kanonik. Smer svojega pastoralnega dela sam označuje kot »izvrševanje najvišjih postav, odpravo razvad in pospeševanje čistega bogoslužja«. Tudi nadškof M. Brigido ga je pritegnil k vizitaciji stolnice, ljubljanskih mestnih in predmestnih župnij ter težko dostopnih delov škofije. Rode je bil simpatizer preporodnih prizadevanj, naročnik Linhartove zgodovine, 1799 pa član komisije, ki je dala Japlju dovoljenje za natis knjig: Kraljev, Joba, Paralipomenov in Tobije (glej Japljeva Biblija).